# Generalkommando Lombardia
Das Generalkommando Lombardia war ein gemischter deutsch-italienischer Großverband des Heeres der deutschen Wehrmacht im Zweiten Weltkrieg in Oberitalien. Die oberitalienische Region Lombardei (ital. Lombardia) war hierbei der Namensgeber. 

## Geschichte
Das Generalkommando Lombardia, auch als Generalkommando Jahn bezeichnet, wurde am 3. August 1944 in Italien beim Oberbefehlshaber Südwest der Heeresgruppe C durch den Wehrkreis VII aufgestellt. Ersatztruppenteil wurde das Landesschützen-Ersatz-Bataillon I./7.
Zur Aufstellung herangezogen wurden Teile des Generalkommandos des LXXXVII. Armeekorps gebildet. Bis November 1944 war das Generalkommando bei der Armee Ligurien in der Heeresgruppe C unterstellt, kam dann im Anfang November bis Ende Dezember zur 14. Armee und wechselte anschließend wieder in die Unterstellung unter die Armee Ligurien.
Im April 1945 war das Generalkommando im Rahmen der Heeresgruppe C an der Frühjahrsoffensive in Italien 1945 eingebunden.
Von September 1944 bis Kriegsende war der Generalleutnant/General der Artillerie Curt Jahn Führer des Generalkommandos.

## Gliederung
September 1944
- (4.) Alpini-Division "Monterosa" (it.)
- 232. Infanterie-Division

Oktober 1944
- (3.) Marineinfanterie-Division "San Marco" (it.), vom aufgelösten Armeekorps Lieb
- (4.) Alpini-Division "Monterosa" (it.)
- 232. Infanterie-Division

November 1944
- (3.) Marineinfanterie-Division "San Marco" (it.)
- 148. Infanterie-Division

Dezember 1944/Januar 1945
- (3.) Marineinfanterie-Division "San Marco" (it.)

Februar/März 1945
- Festungs-Brigade 134

April 1945
- Festungs-Brigade 134
- (3.) Marineinfanterie-Division "San Marco" (it.)